# 福羅蒂克鄉
45°14′N 21°35′E / 45.233°N 21.583°E
福羅蒂克鄉（羅馬尼亞語：Comuna Forotic, Caraș-Severin），是羅馬尼亞的鄉份，位於該國西南部，由卡拉什-塞維林縣負責管轄，處於布加勒斯特以西400公里，每年平均降雨量1,092毫米，海拔高度135米，2007年人口，人口密度每平方公里1,827人。